# ذبابيات منشارية هراوية القرون
ذبابيات منشارية هراوية القرون أو ذباب سمبيسد المنشاري أو الذباب المنشاري أو فصيلة سيمبيسيدي (الاسم العلمي Cimbicidae)، هي فصيلة حشرات من عديمات الخصر ورتبة غشائيات الأجنحة. أنواعه 130 ضمن ستة أجناس. أعطانها جميع أنحاء العالم. يرقاتها تتغذى على الأعشاب.